# Corybas muluensis
Corybas muluensis es una especie de orquídea de la subtribu Acianthinae, originaria de Sarawak, en Borneo. Son plantas pequeñas y delicadas, anuales, de flores discretas que se esconden entre el follaje, de modo que pocas son vistas en las naturaleza. Se secan en los periodos más secos, aunque vuelven a brotar cuando el tiempo es más húmedo, el cual varía en función del clima da región donde se encuentre.
Esta especie tiene pocas raíces, sustituidas por pequeños pares de tubérculos ovoides; tallos cortos y erectos con una única hoja basal, herbácea, plana y suave; la inflorescencia es pequeña y corta con una pequeña flor terminal de colores discretos, resupinada; los segmentos florales son libres, el sépalo dorsal mucho mayor que los otros segmentos, tumbado, escondiendo la mayor parte da flor, los sépalos laterales y los pétalos son semejantes, sin embargo, los últimos, son menores; el labelo es mucho menor que los segmentos restantes, simples, con márgenes recurvados hacia dentro; la columna presenta 
alas fusionadas a lo largo del cuerpo, es delicada, más gruesa en la base, sin pies, con la antera terminal persistente, y contiene cuatro polinias desiguales de color crema, fijadas directamente al viscidio. El posicionamiento del sépalo dorsal es tumbado, y así esconde el interior de flor, poco se sabe sobre o mecanismo de polinización de esta especie, observaciones dificultadas por su dificultad de cultivo.
En 2002, Clements y Jones, propusieron la división de Corybas en diversos géneros. Como no se sabe si habrá consenso sobre esta propuesta en la comunidad científica, aquí traemos todas las especies sin embargo de acuerdo a su clasificación anterior . El nombre de esta especie no ha cambiado.

## Taxonomía
Corybas muluensis es una planta descrita por John Dransfield. Corybas muluensis está incluida en el género Corybas, y la familia de las orquídeas.